# نومانسیا د لا ساگرا
نومانسیا د لا ساگرا (به اسپانیایی: Numancia de la Sagra) یک شهرستان در اسپانیا است که در استان تولدو واقع شده‌است.

## خصوصیات
نومانسیا د لا ساگرا ۲۹ کیلومترمربع مساحت و ۳٬۷۱۳ نفر جمعیت دارد و ۶۴۲ متر بالاتر از سطح دریا واقع شده‌است.